# 红环水母科
红环水母科（学名：Pyrostephidae）是管水母目下的一个科。

## 下属分类
本科包括以下属：
- 舟形水母属 Bargmannia Totton, 1954
- 红环水母属 Pyrostephos Moser, 1925